# It Happened in the West
Pour plus de détails, voir Fiche technique et Distribution.
It Happened in the West est un film muet américain réalisé par Hobart Bosworth, sorti en 1911.

## Fiche technique
- Titre : It Happened in the West
- Réalisation : Hobart Bosworth
- Scénario :
- Photographie :
- Montage :
- Producteur : William Selig
- Société de production : Selig Polyscope Company
- Société de distribution : General Film Company
- Pays de production :  États-Unis
- Langue : film muet avec les intertitres en anglais
- Métrage : 300 mètres
- Format : Noir et blanc — 35 mm — 1,33:1 — Muet
- Genre : Film dramatique
- Durée : 10 minutes
- Date de sortie : 
  - États-Unis : 11 juillet 1911

## Distribution
- Hobart Bosworth
- Eugenie Besserer
- Jeanne Pardee
- Frank Clark
- Anna Dodge
- Frank Garcia
- Betty Harte
- Herbert Rawlinson
- Iva Shepard
- Fred Huntley
- Elaine Davis
- Frank Richardson